# 莲花水电站
莲花水电站，位于黑龙江省海林市，是牡丹江下游梯级电站之一，无人值班、少人值守，梯调遥控的自动化水电厂。1996年12月首台机组发电。